# علی ابراهیماج
علی ابراهیماج (انگلیسی: Ali Ibrahimaj؛ زادهٔ ۱۸ اوت ۱۹۹۱) بازیکن فوتبال اهل آلمان است.
از باشگاه‌هایی که در آن بازی کرده‌است می‌توان به اشپورت فقاند زیگن اشاره کرد.

## یادکرد ویکی‌پدیا
- مشارکت‌کنندگان ویکی‌پدیا. «Ali Ibrahimaj». در دانشنامهٔ ویکی‌پدیای انگلیسی، بازبینی‌شده در ۲۶ مارس ۲۰۲۲.